# 阿史德元珍
阿史德元珍（7世纪？—711年），后突厥汗国的重臣。
原为唐朝单于都护府检校降户部落，习知中原风俗及边塞虚实，曾经被都护府长史王本立拘禁。骨咄禄起兵后，仍请求复职。永淳元年（682年），阿史德元珍投靠骨咄禄，深受重用，为阿波达干。同年，被唐将薛仁贵败于云州。次年与骨咄禄围单于都护府，执杀司马张行师。他帮助骨咄禄击败铁勒九姓，得到漠北。唐睿宗垂拱三年（687年）在漠北大败唐朝。随骨咄禄攻扰朔州。兵败黄花堆。后来大败唐军，歼灭爨宝璧军。神功元年（697年）默啜可汗要杀田归道，阿史德元珍力止。景云二年（711年），阿史德元珍攻打突骑施时战死，一说阿史德元珍就是暾欲谷。